# Husaby socken
Husaby socken i Västergötland ingick i Kinnefjärdings härad, uppgick 1952 i Götene köping och området ingår sedan 1971 i Götene kommun och motsvarar från 2016 Husaby distrikt.
Socknens areal är 22,08 kvadratkilometer varav 22,00 land. År 2000 fanns här 384 invånare. Orten och godset Blomberg samt kyrkbyn Husaby med sockenkyrkan Husaby kyrka ligger i socknen.

## Administrativ historik
Socknen har medeltida ursprung.
Vid kommunreformen 1862 övergick socknens ansvar för de kyrkliga frågorna till Husaby församling och för de borgerliga frågorna bildades Husaby landskommun. Landskommunen utökades 1952 och uppgick 1967 i Götene köping som 1971 ombildades till Götene kommun. Församlingen utökades 2010 och 2017.
1 januari 2016 inrättades distriktet Husaby, med samma omfattning som församlingen hade 1999/2000.  
Socknen har tillhört län, fögderier, tingslag och domsagor enligt vad som beskrivs i artikeln Kinnefjärdings härad. De indelta soldaterna tillhörde Västgöta-Dals regemente, Kållands kompani.

## Geografi
Husaby socken ligger öster om Lidköping invid Kinneviken, Vänern, och vid sydsluttningen av Kinnekulle. Socknen är en odlad slättbygd med skog vid Kinnekulles skluttning.

## Fornlämningar
Lösfynd från stenåldern har påträffats, liksom stensättningar från järnåldern/bronsåldern. Två runristningar finns vid kyrkan.

## Historia
I Husaby finns Husaby kyrka samt biskopsdömets borgruin. Invid kyrkan finns en källa, där enligt legenden Olof Skötkonung kring år 1000 lät döpa sig som rikets förste kristne kung. Även om alla förhistoriska detaljer är svåra att bevisa, är det helt klart att platsen har en stor historisk betydelse. Husaby är en av Sveriges märkligaste kulturmiljöer.
Äldre Västgötalagens kungalängd, nedskriven i början av 1200-talet, nämner att Olof Skötkonung döptes av den engelske missionären Sigfrid i källan vid Husaby och dopet lär ha skett i den så kallade Birgittakällan, som fått sitt namn efter det irländska helgonet Sankta Brigid av Kildare.
Detsamma står i Sigfridslegenden, som nedtecknats i Växjö stift i början av 1200-talet, men fick sin slutliga form i mitten av 1200-talet. Uppgifterna om Olofs dop blev alltså nedtecknade först ett par århundraden efter händelsen. Äldre Västgötalagen nämner en rad biskopar av engelskt ursprung, samtidigt som alla band med Hamburg-Bremen förbigås med tystnad.
Enligt Adam av Bremen försökte Olof få till stånd en rivning av hednatemplet i Uppsala. Oron kring detta lär ha utmynnat i en överenskommelse, att han byggde en kyrka i Skara i Västergötland, där han förlade sin "kristenhet". Kanske han rent av blev fördriven dit. Den förste biskopen av Skara, Thurgot, sändes också dit från ärkestiftet Hamburg-Bremen. En del forskare påstår att Olof döptes av Thurgot. Andra menar att han redan var döpt, kanske utomlands, eller som framgår ovan av Thorgots efterträdare Sigfrid, en missionär som kom från England.
För att bli fördriven till Västergötland borde han rimligen långt tidigare varit känd som kristen - dock inte nödvändigtvis döpt, eftersom man på den tiden ofta tolererade att mäktiga män väntade med att döpa sig, till exempel av politiska skäl. Olof Skötkonungs anknytning till Västergötland är sannolikt via hans mor, Sigrid Storråda, som fick regera i Västergötland efter skilsmässan från Erik Segersäll, detta enligt Odd Snorresson. Förmodligen var Husaby den kungsgård han växte upp i och som var hans egentliga släktgård.
Redan på 1100-talet uppfördes den första kyrkan som försågs med ett högt torn, möjligen avlöste en äldre stavkyrka byggd av trä. Framför ingången står än idag två stenkistor i vilka man förut trodde att Olof Skötkonong och hans gemål låg begravda, efter undersökningar har dock detta visat sig ej stämma. 

### Biskopsborgen
I slutet av 1400-talet uppfördes också en mäktig borg av biskopen i Skara Brynolf Gerlaksson. Centralhuset hade en kvadratisk grundplan på 16x16 meter och var uppförd i fyra våningar. Borgen började raseras redan på 1530-talet, möjligen av Gustav Vasa för att den ej skulle komma danskarna till gagn, därefter fick dess ruin under följande sekler vara ortsbornas stentäkt. Under borgruinen som grävdes ut på 1960-talet hittades lämningar från vikingatiden, samt mängder av fynd från medeltiden och det spekuleras om huruvida gamla kungsgården legat här i nuvarande prästgårdens trädgård och i kyrkans hägn. Det finns även teorier om en försvunnen klostergård.

## Sevärdheter i Husaby socken

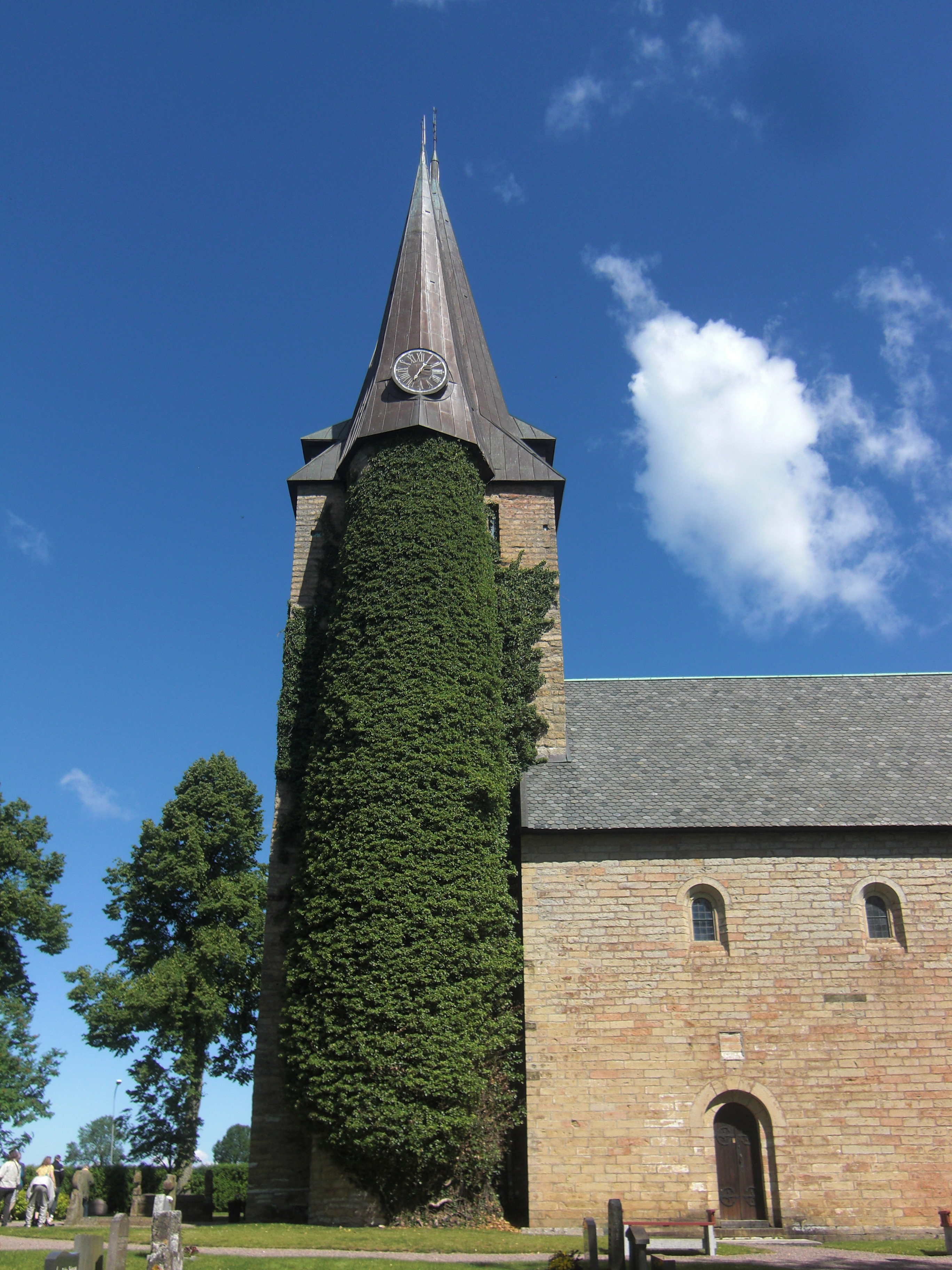
Husaby kyrka med murgröna.
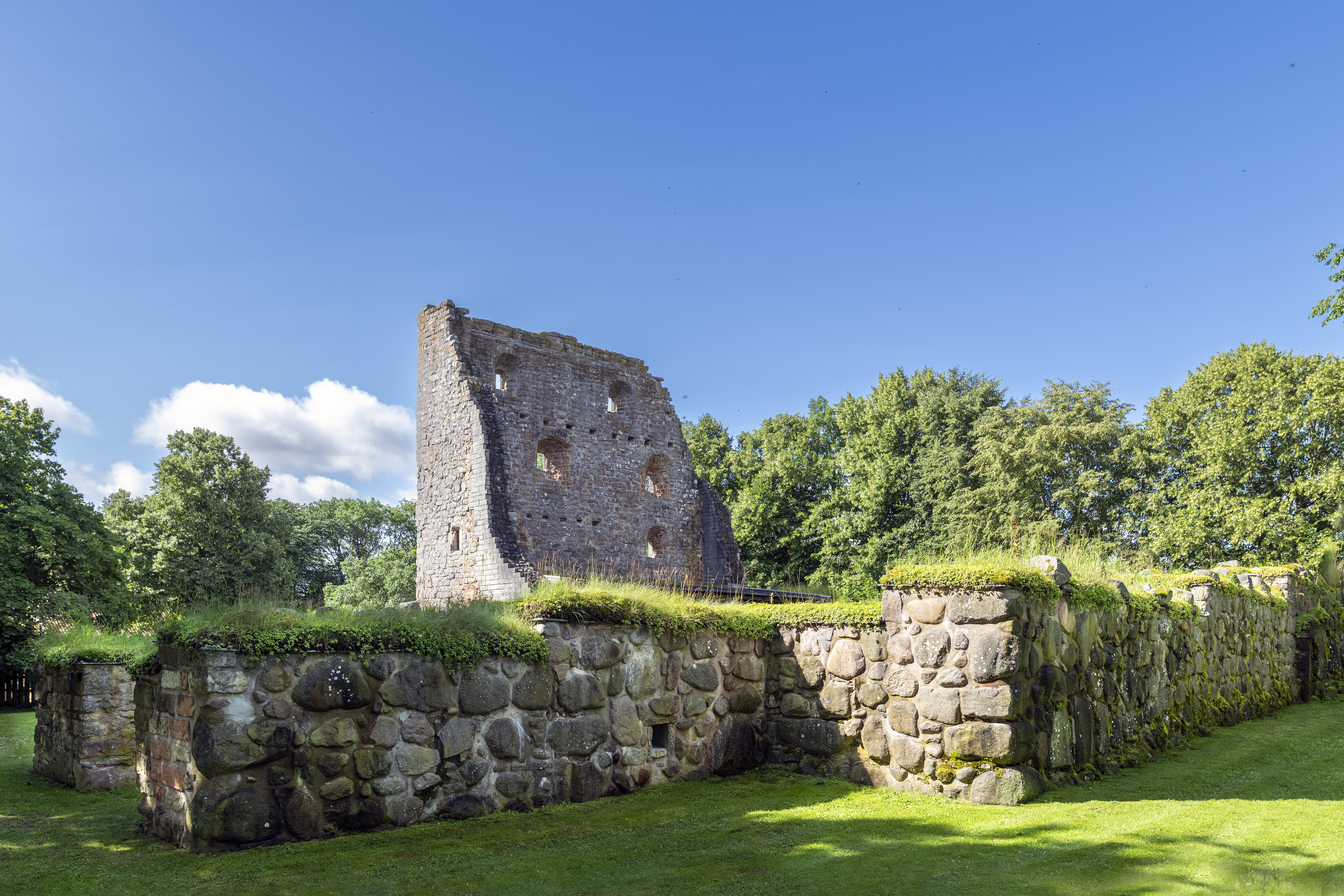
Husaby borgruin mot SV.
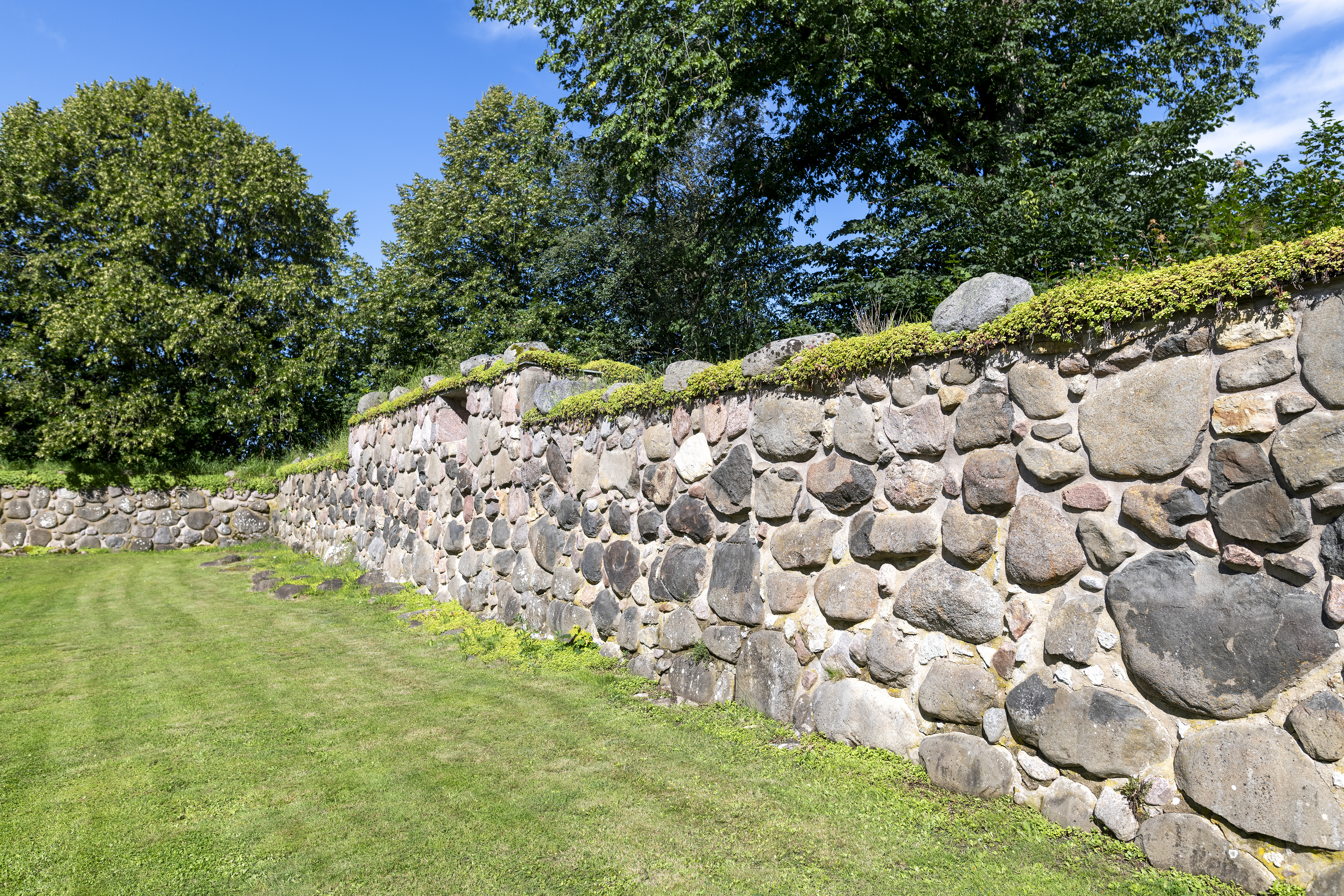
Husaby borgruin norra ringmuren.
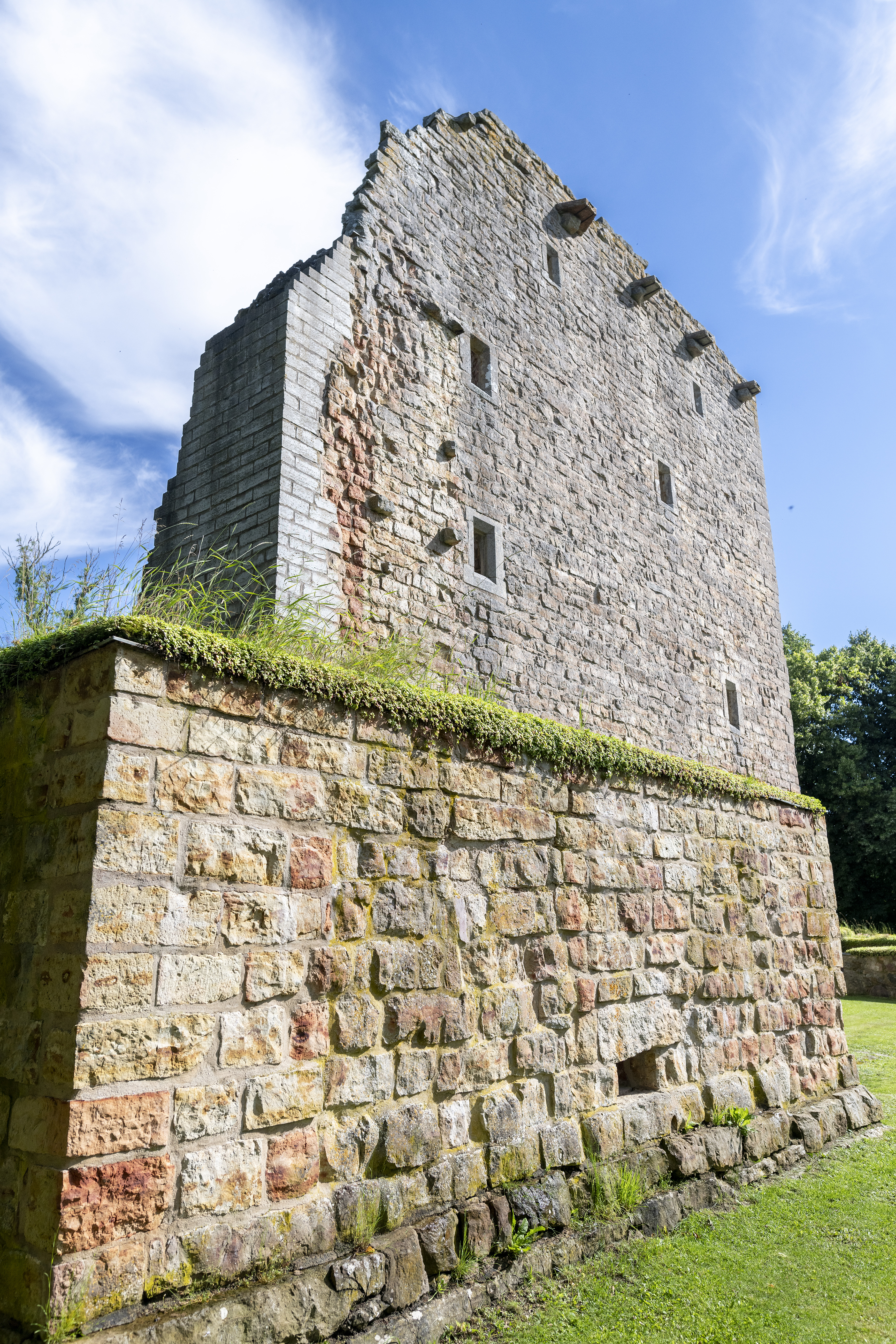
Husaby borgruin södra ringmuren.
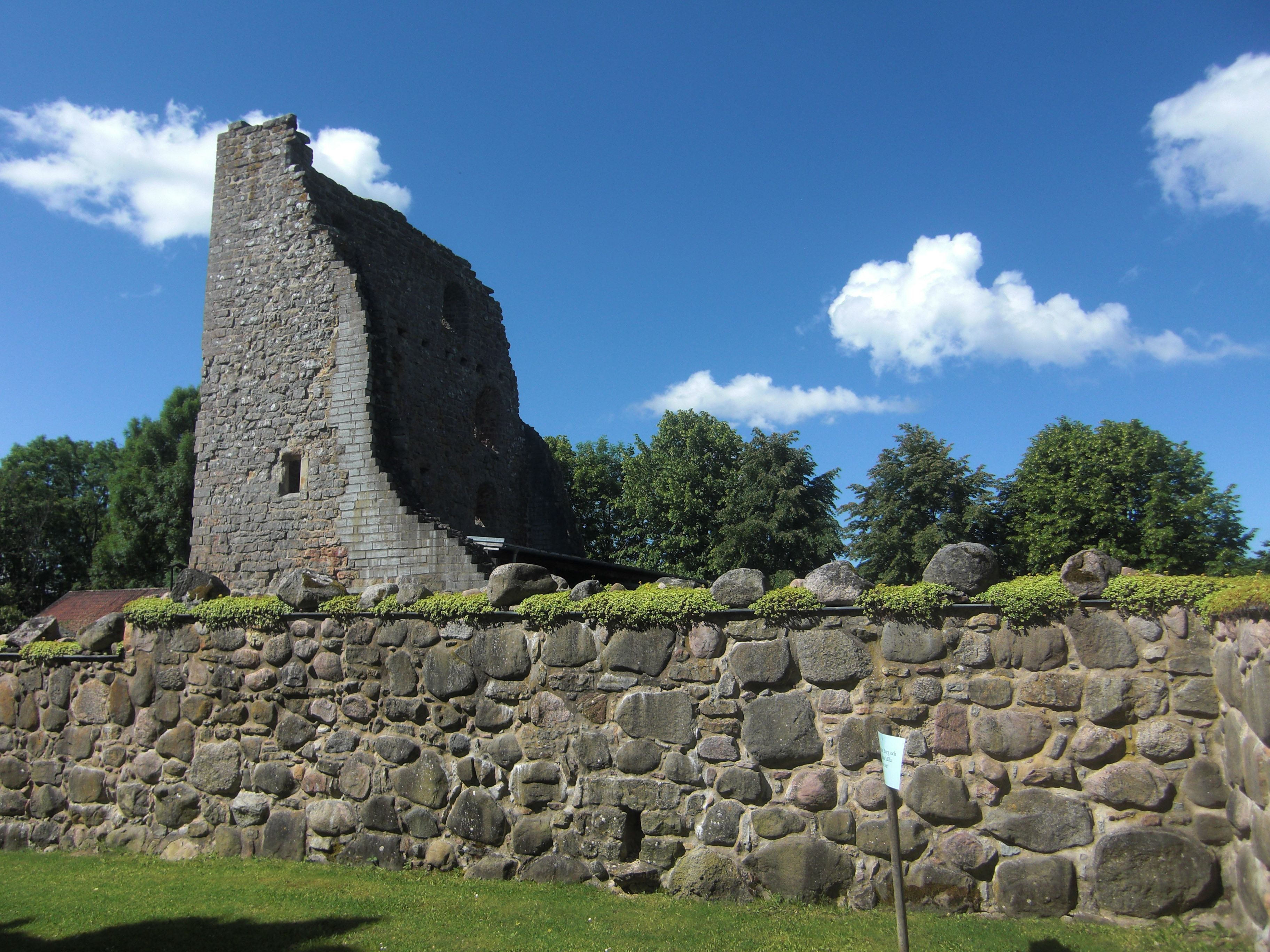
Husaby biskopsborg.
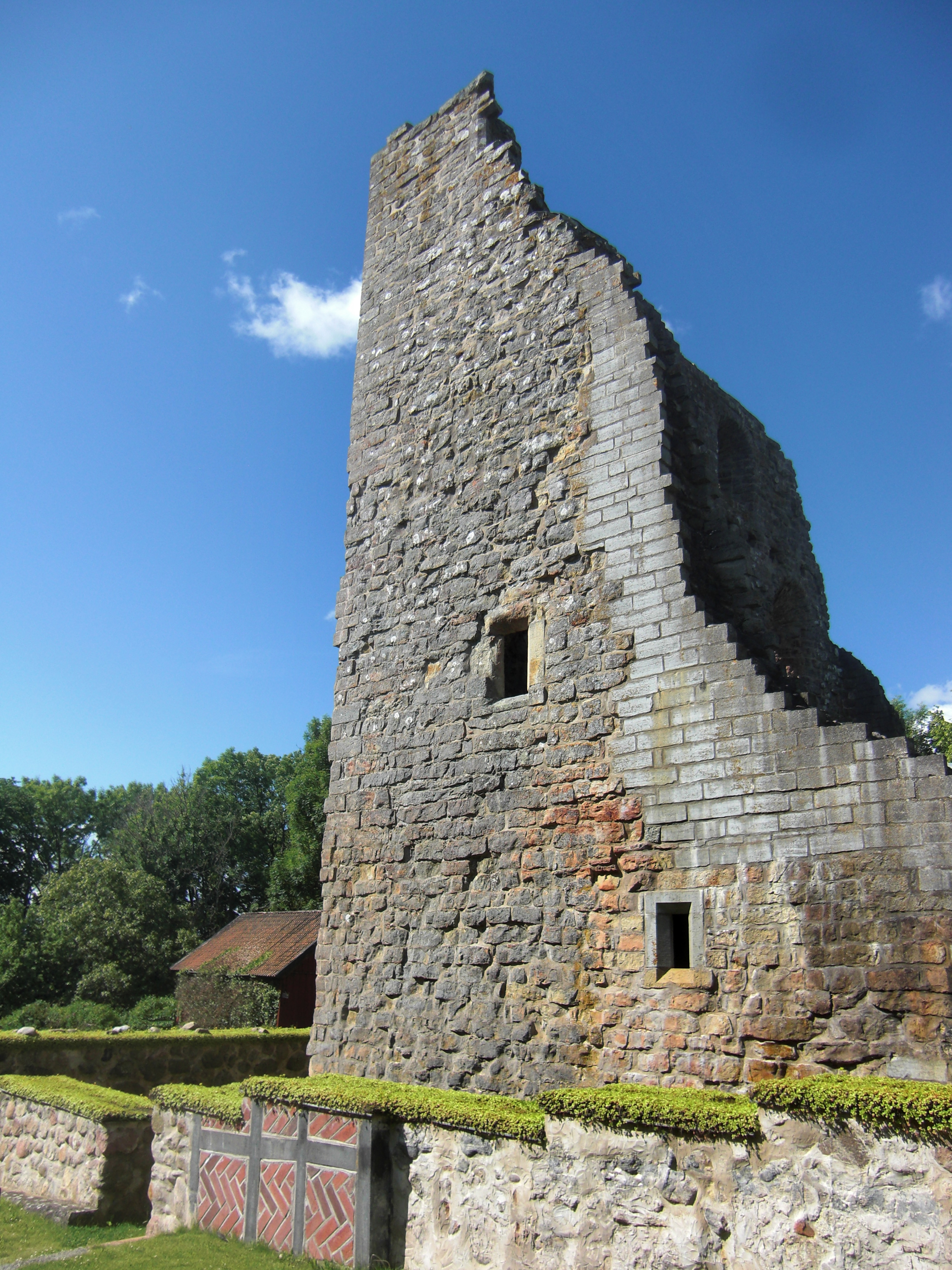
Husaby biskopsborg.
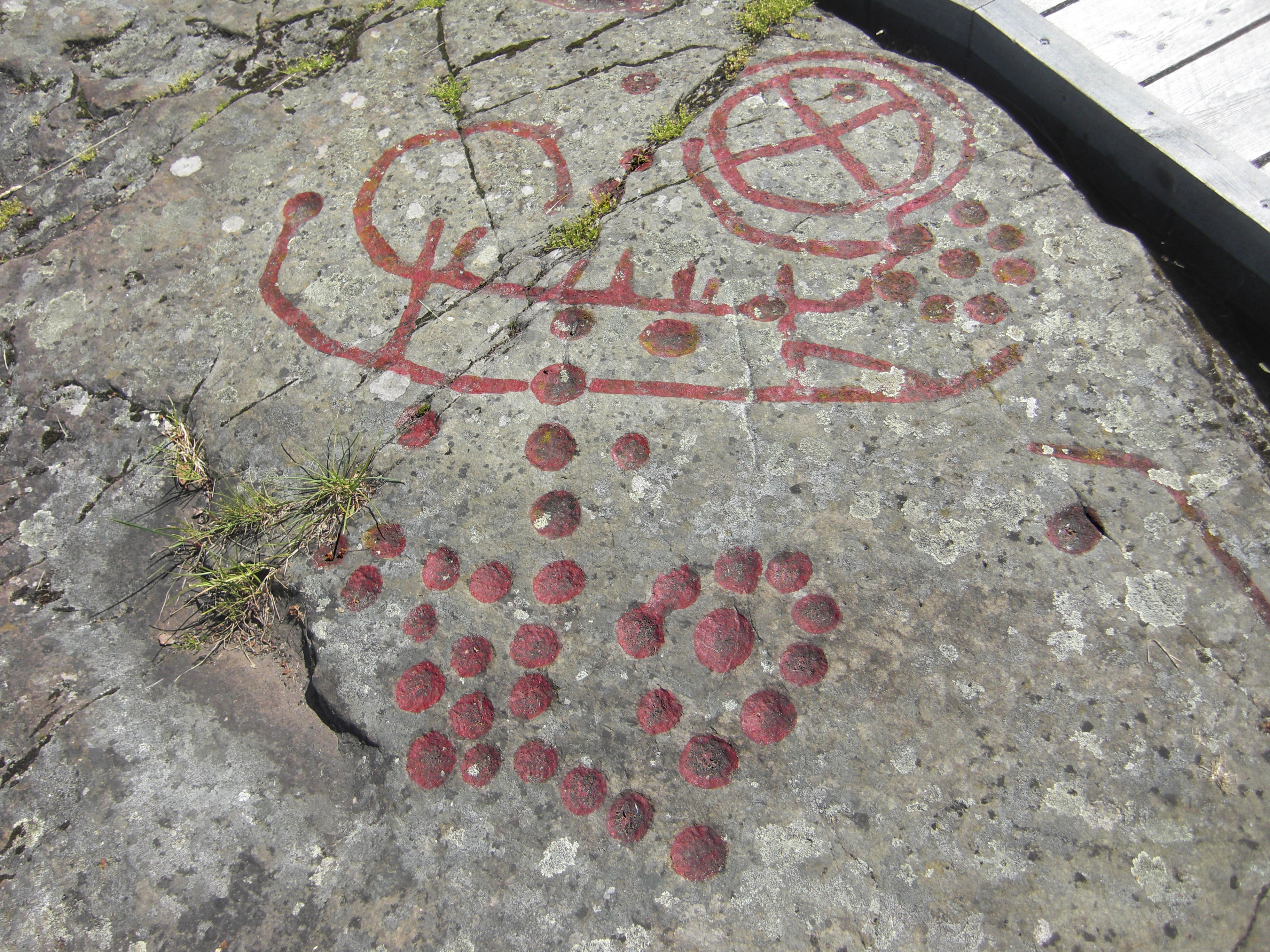
Hällristningar på Flyhov.
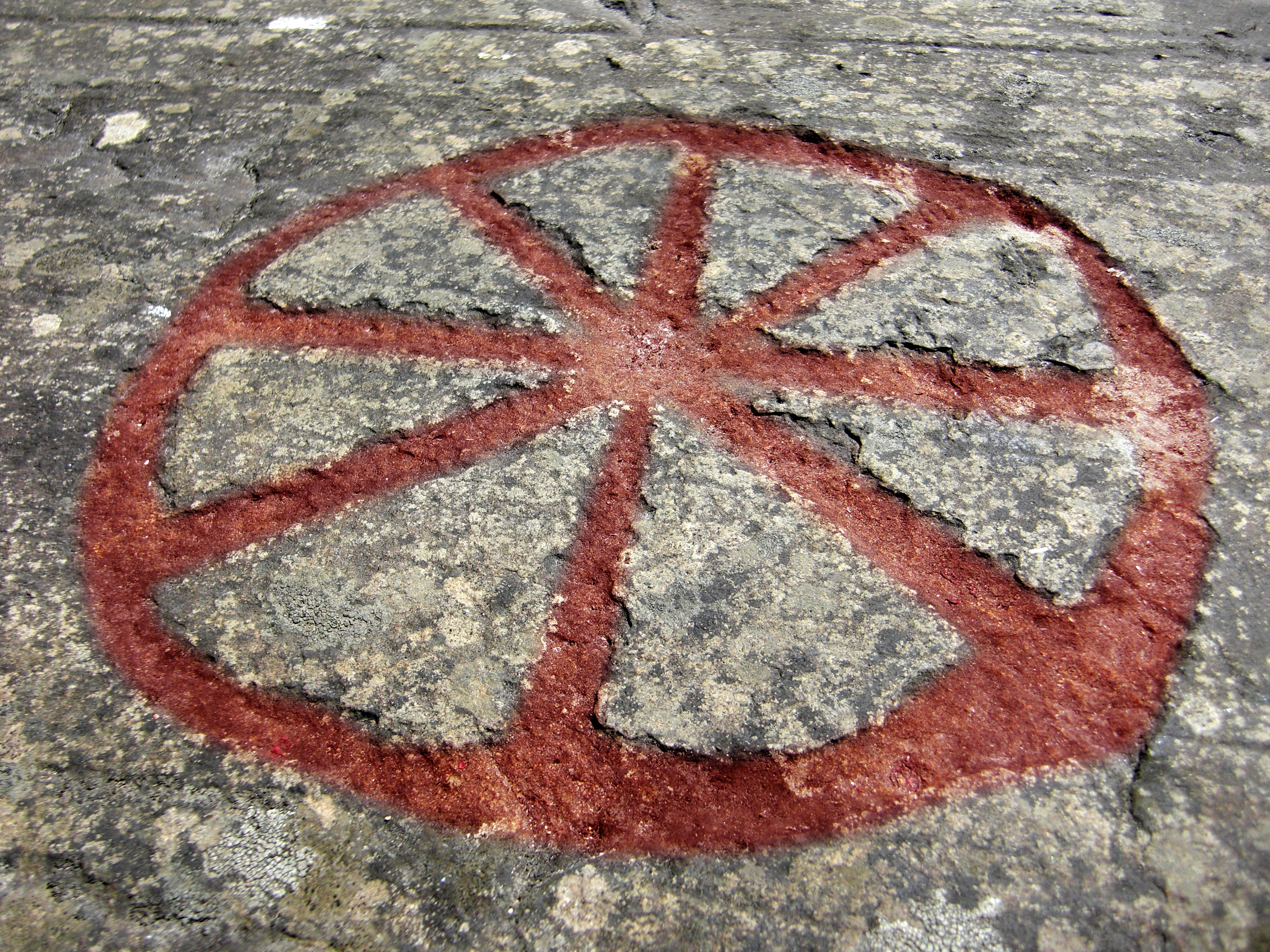
Hällristning på Flyhov.
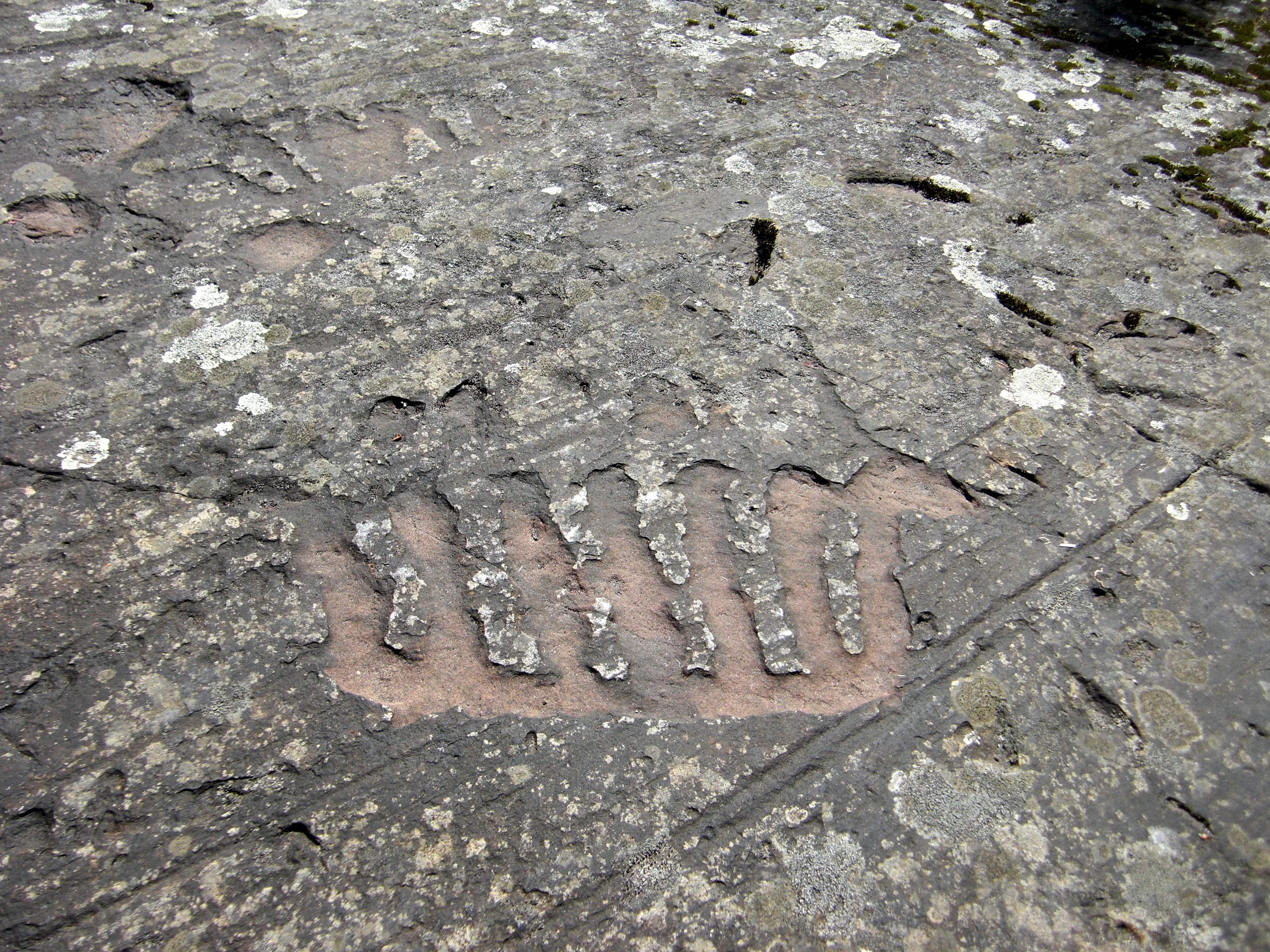
Hällristningar på Flyhov.

## Namnet
Namnet skrevs 1311 Husaby och kommer från kyrkbyn. Namnet husaby är en beteckning för en kungsgård, där kungen bodde.